# Pico das Caldeirinhas (Urzelina)

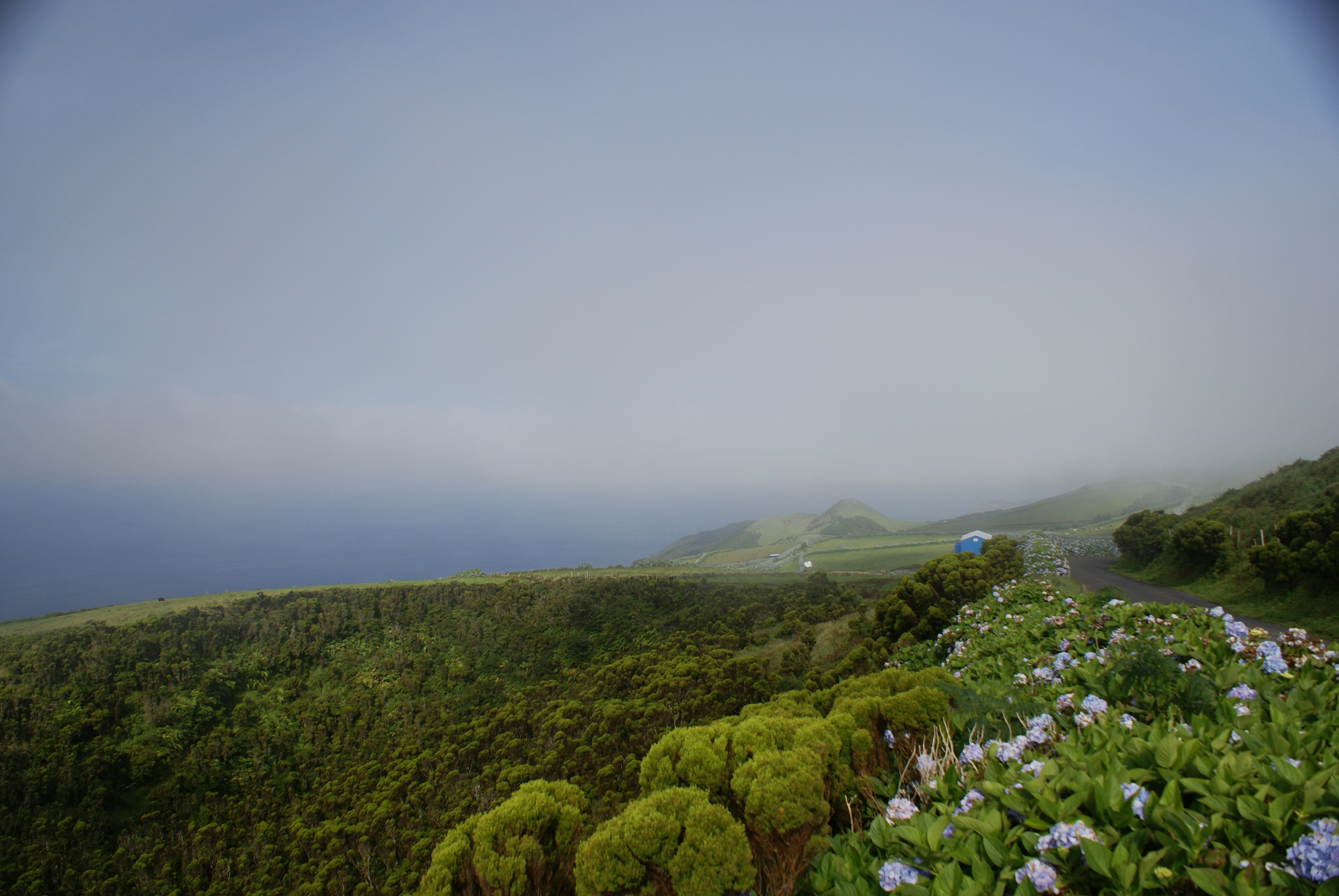
Pico das Caldeirinhas, caminhos.

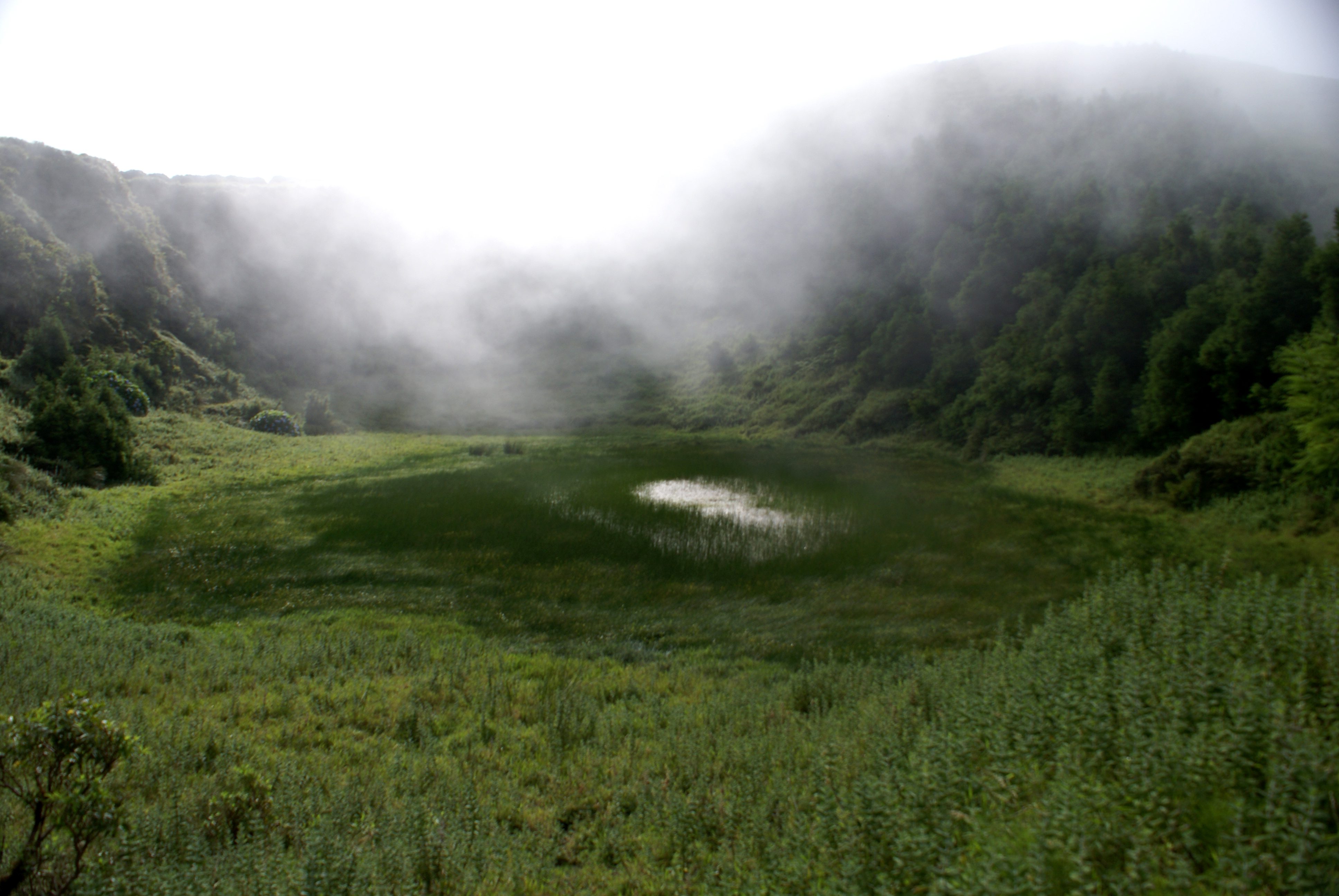
Pico das Caldeirinhas, lagoa sazonal seca em época estival.

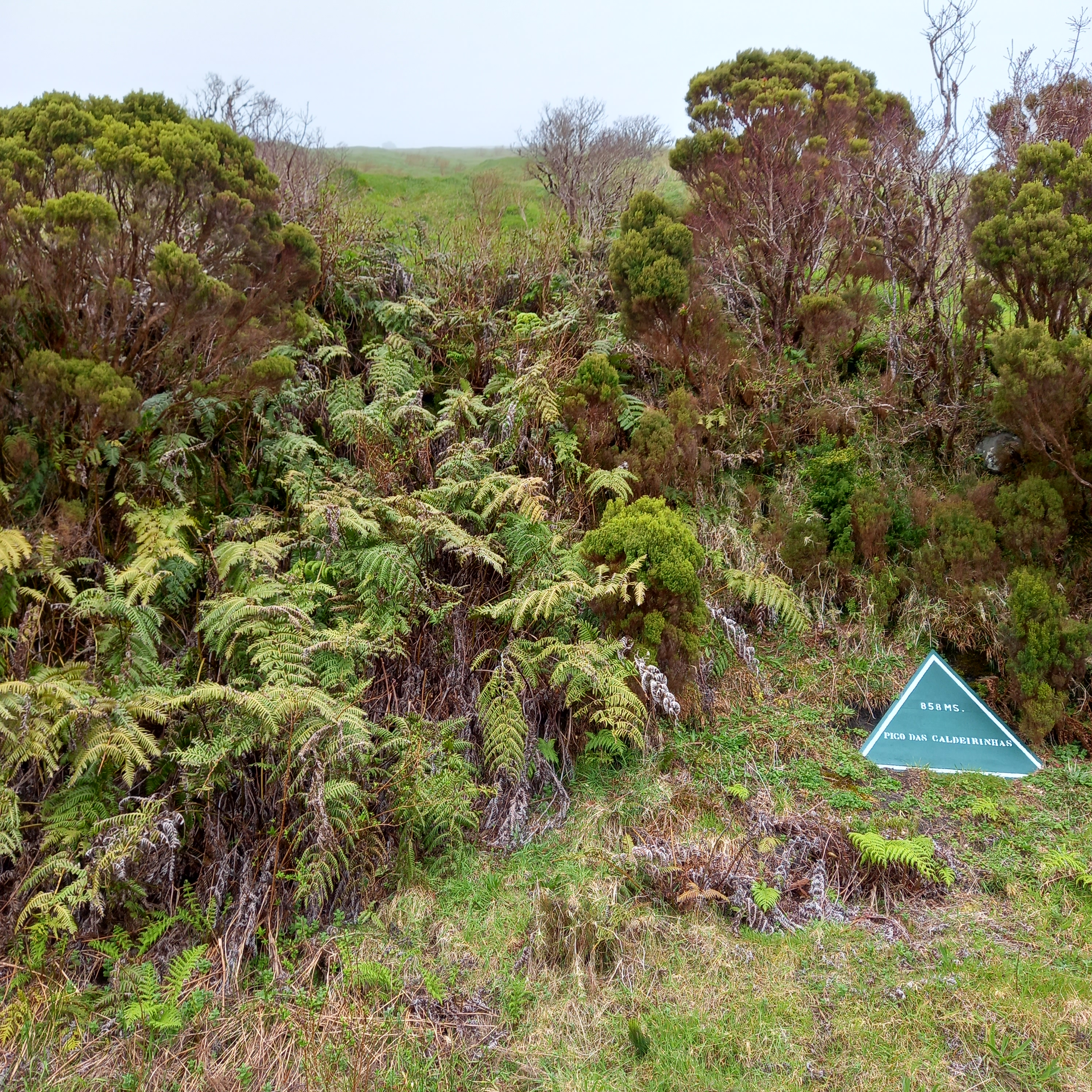
Pico das Caldeirinhas

O Pico das Caldeirinhas (Urzelina) é uma elevação portuguesa localizada na freguesia açoriana da Urzelina, concelho de Velas, ilha de São Jorge, arquipélago dos Açores.
Este acidente geológico encontra-se geograficamente localizado próximo da Urzelina encontra-se intimamente relacionado com maciço montanhoso central da ilha de são Jorge do qual faz parte. Encontra-se próxima ao Pico das Brenhas, ao Toledo, Ribeira do Nabo, Fajã da Ponta Furada, Fajã Rasa e Fajã da Ponta Nova e Pico do Carvão.
Esta formação geológica localizada a 835 metros de altitude acima do nível do mar apresenta escorrimento pluvial para a costa marítima e deve na sua formação geológica a um escorrimento lávico e piroclástico muito antigo.